# 安巴尔府
安巴尔府（阿拉伯语：‎，Maktab Anbar）是大马士革旧城中心的一座古宅，靠近倭马亚大清真寺和大马士革直街。这是由19世纪中叶当地犹太人安巴尔先生所建的私人住宅，共有3个庭院：第一个是正式的宾客庭院，然后是漂亮的女眷庭院，最后是朴素的仆人庭院。其主要部分规模巨大，由于开支过大，安巴尔先生在1887年放弃此宅。统治叙利亚的奥斯曼帝国完成了工程，增加了两翼，将其变成一个男子学校。叙利亚文化部在1976年加以修复。现在拥有一个图书馆展览馆，博物馆和工艺作坊。

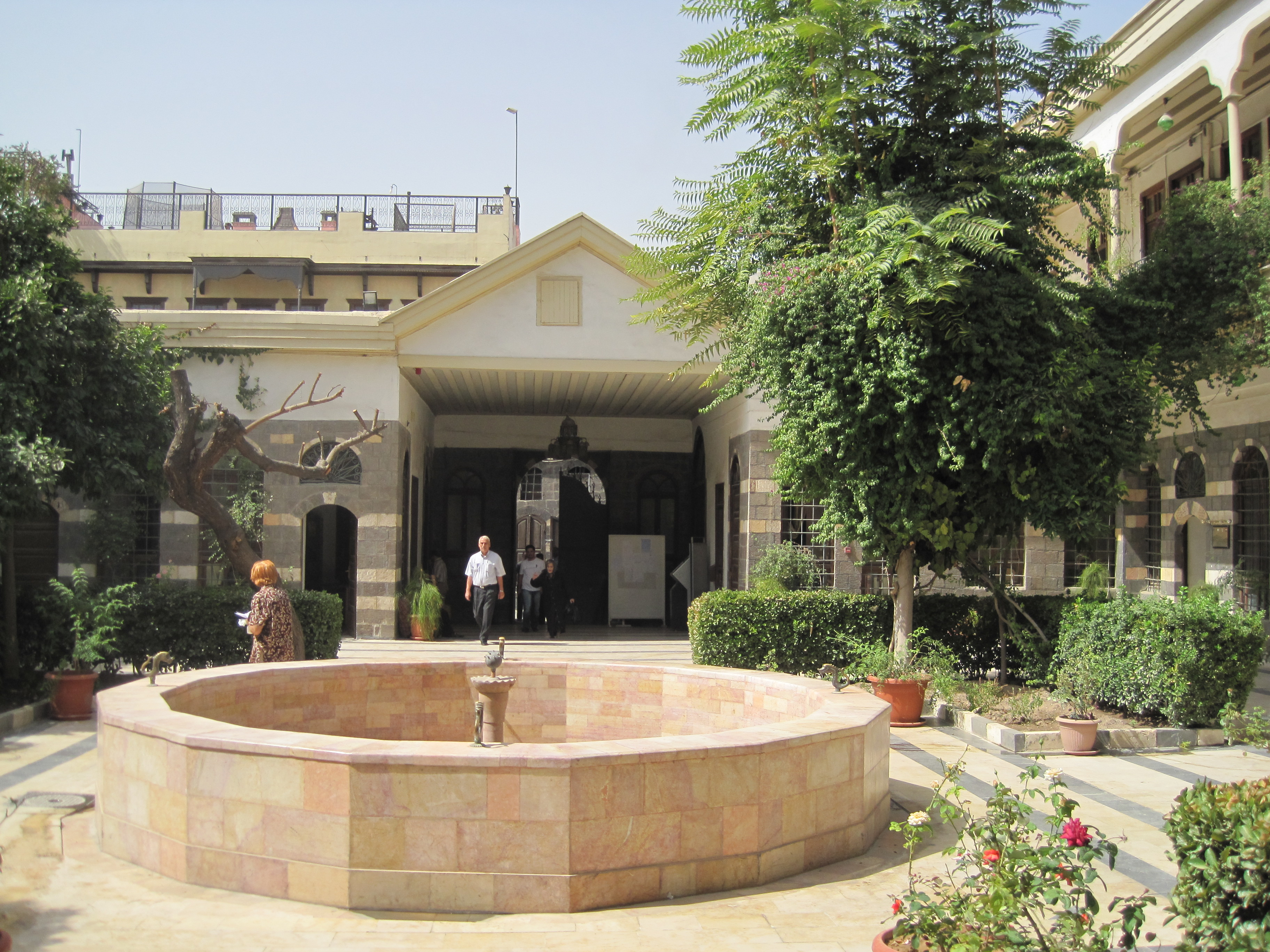
宾客庭院
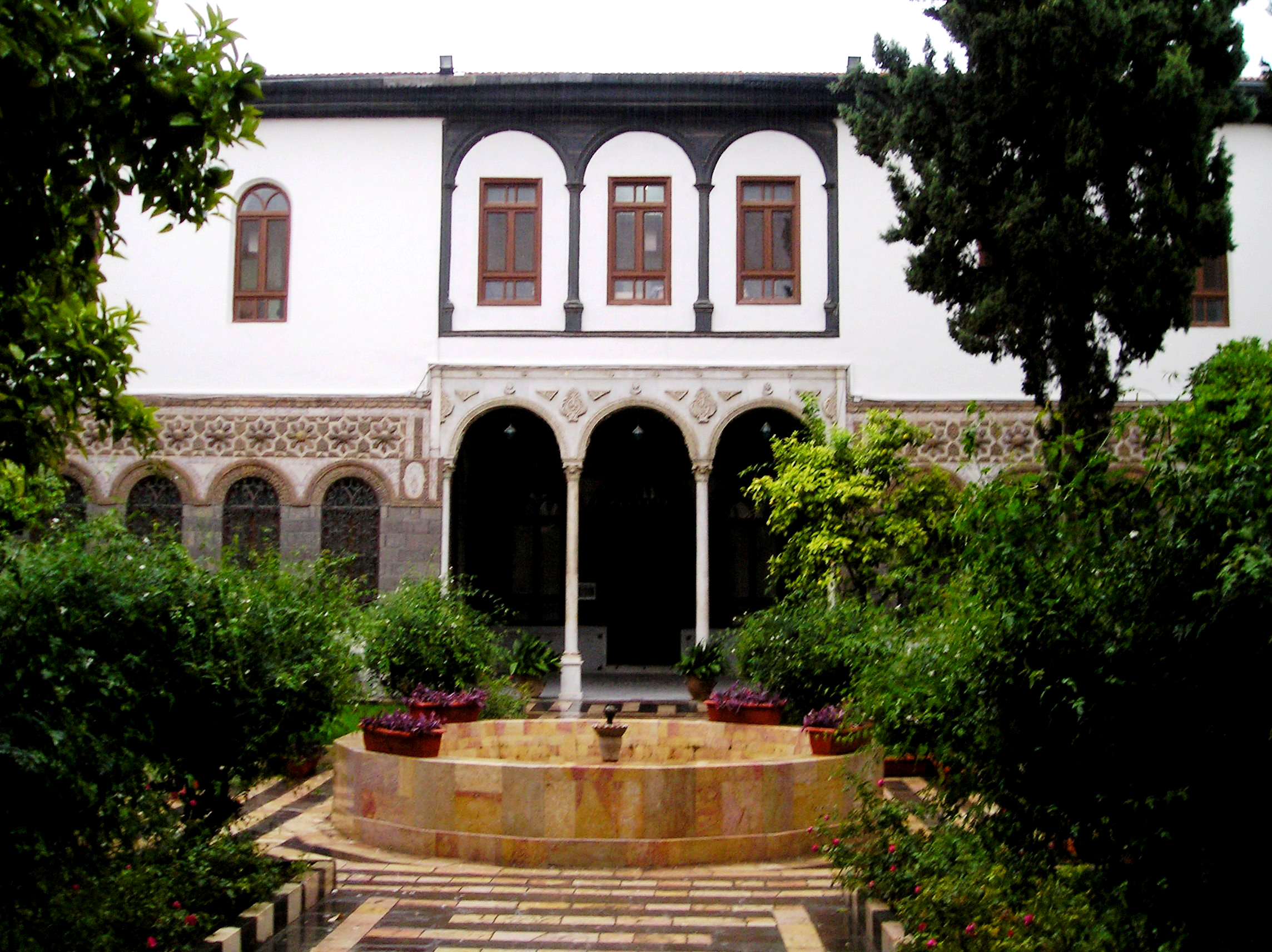
女眷庭院
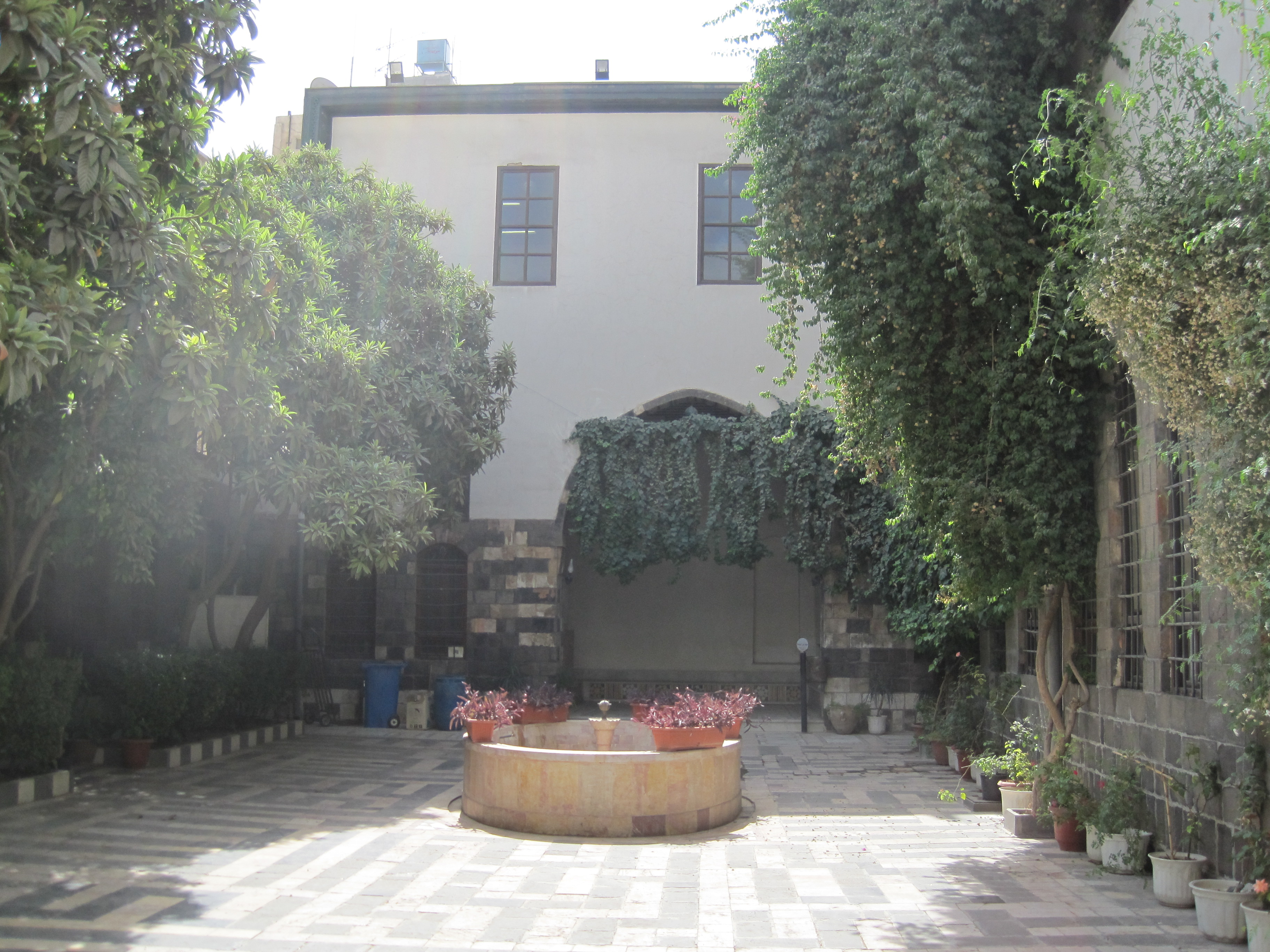
仆人庭院